# Chosen Jacobs

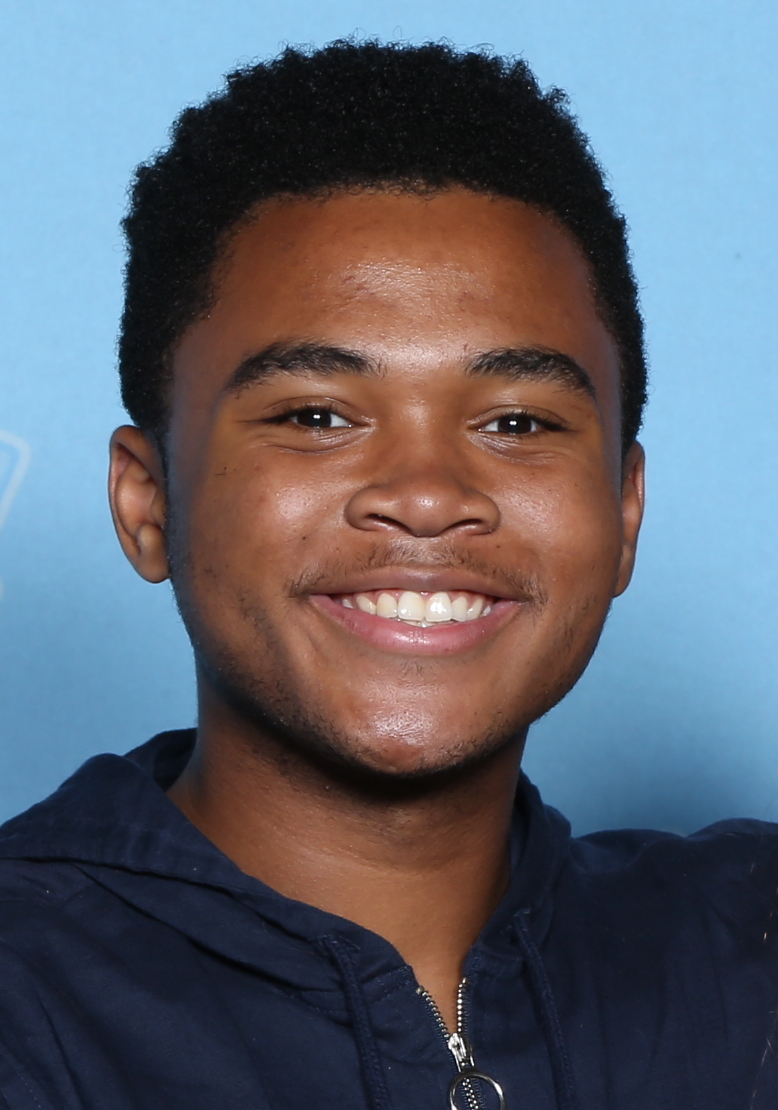
Chosen Jacobs (2019)

Chosen Jacobs (* 3. Juli 2001 in Springfield, Massachusetts) ist ein US-amerikanischer Schauspieler.

## Werdegang
Chosen Jacobs wurde in der Stadt Springfield im US-Bundesstaat Massachusetts geboren und wuchs in Atlanta auf. Seit seinem zehnten Lebensjahr stand er in Atlanta auf verschiedenen Theaterbühnen, etwa auch in Aufführungen von Hairspray. Um seine Schauspielchancen zu verbessern, zog er mit 13 zusammen mit seiner Mutter und Schwester nach Los Angeles. Seit dem Jahr 2016 ist er als Schauspieler aktiv, nachdem er in dem Kurzfilm Remnants die Rolle des George übernahm. Dafür wurde er als Bester Nebendarsteller in einem Film auf dem Endless Mountains Film Festival ausgezeichnet. Im selben Jahr übernahm er als Will Grover eine wiederkehrende Rolle in der Serie Hawaii Five-0.
Seinen Durchbruch hatte er 2017 als Mike Hanlon in Es, einer Verfilmung von Stephen Kings gleichnamigen Roman. Dieselbe Rolle verkörperte er auch in der 2019 veröffentlichten Fortsetzung Es Kapitel 2. 2020 übernahm er die Hauptrolle des Charlie Chambers in der Miniserie When the Streetlights Go On. Zudem trat er in einer Nebenrolle in der zweiten Staffel von God Friended Me auf. Als El war Jacobs 2022 in dem Disney+-Musikfilm Sneakerella zu sehen.

## Filmografie (Auswahl)
- 2015: Remnants (Kurzfilm)
- 2016–2018: Hawaii Five-0 (Fernsehserie, 7 Episoden)
- 2017: Es (It)
- 2017: Cops and Robbers
- 2018: American Woman (Fernsehserie, Episode 1x06)
- 2018: Castle Rock (Fernsehserie, 4 Episoden)
- 2019: Es Kapitel 2 (It Chapter Two)
- 2020: When the Streetlights Go On (Miniserie, 6 Episoden)
- 2020: God Friended Me (Fernsehserie, 5 Episoden)
- 2022: Sneakerella
- 2022: Purple Hearts
- 2022: Darby and the Dead

## Auszeichnungen und Nominierungen
- 2016: Auszeichnung auf dem Endless Mountains Film Festival als Bester Nebendarsteller in einem Film